# Faxinal (ort)
Faxinal är en ort i Brasilien.   Den ligger i kommunen Faxinal och delstaten Paraná, i den södra delen av landet, 1 000 km söder om huvudstaden Brasília. Faxinal ligger 832 meter över havet och antalet invånare är 13 464.
Terrängen runt Faxinal är kuperad åt sydost, men åt nordväst är den platt. Det finns inga andra samhällen i närheten.
Omgivningarna runt Faxinal är huvudsakligen savann. Runt Faxinal är det ganska glesbefolkat, med 22 invånare per kvadratkilometer.